# Minh Le
Minh Le (* 27. června 1977), také známý jako Gooseman, je kanadský tvůrce počítačových her. Známý je díky práci na modifikaci Counter-Strike do hry Half-Life, při které spolupracoval s Jessie Cliffem.
Jeho přezdívka Gooseman pochází ze jména Shane Gooseman, což jedna z hlavních postav seriálu The Adventures of the Galaxy Rangers.

## Kariéra
V roce 1996 získal první práci v odvětví herního designerství pro Software development kit, kde pracoval na Quake. Zhruba po roce, kdy dodělal Quake začal pracovat na jeho prvním módu, Navy SEALs, což byl předchůdce Counter-Strike. Když pracoval na Action Quake 2 mod, začal přemýšlet o Counter-Strike a zpřátelil se s Jessie Cliffem z AQ2.
Le začal pracovat na Counter-Strike jako na módu pro Half-Life a prací strávil okolo 20 hodin týdně. V roce 1999 zpřístupnil beta verzi Counter-Strike a ta začala být populárnější a populárnější.
Valve Software, který vytvořil Half-Life, začal asistovat v rozvoji hry Counter-Strike. V roce 2000 Valve Software koupilo Counter-Strike a najalo Minho Le jako člena týmu, který pracoval na Counter-Strike. Během Tvorby Counter-Strike 2 Valve Software rozhodlo pozdržet projekt na dobu neurčitou.
Le opustil Valve Software aby mohl pracovat na svém vlastním projektu. V roce 2008 se se svým malým týmem přesunul do jižní Koreje a měl tam společnost FIX Korea. Jeho poslední hra byla Tactical Intervention, běžela na Source Engine od Valve Software, byla to hra, která byla inspirována Counter-Strikem.